# Djembé

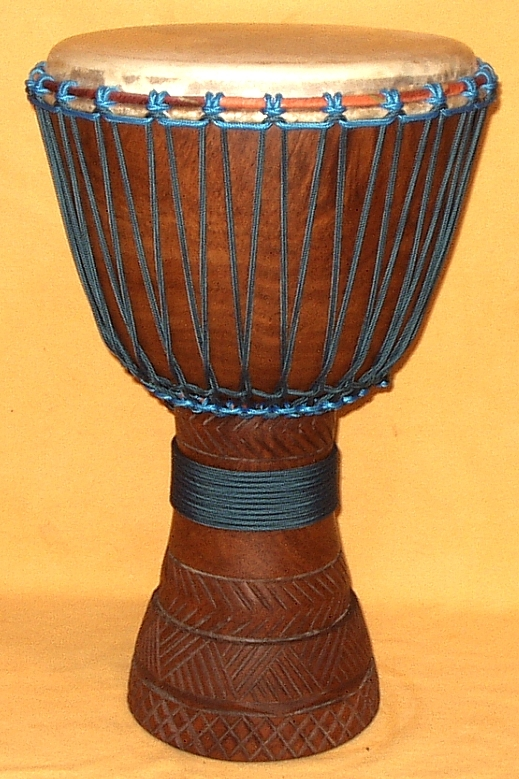
Djembé aus Lenké-Holz

Die Djembé (häufig auch: Djembe) ist eine einfellige Bechertrommel aus Westafrika, deren Korpus aus einem ausgehöhlten Baumstamm besteht.
Die Höhe einer Djembé beträgt üblicherweise etwa 60 Zentimeter, der Durchmesser ihrer Bespannung aus meist geschorenem Ziegenfell etwa 30 Zentimeter. Djemben werden nur mit den bloßen Händen angeschlagen und zeichnen sich durch ein umfangreiches Klangspektrum aus, dessen tiefe Bässe die Djembé der speziellen, kelchförmigen Gestalt ihres Korpus verdankt, der beim Djembéspiel als Helmholtz-Resonator wirkt.
Djemben werden sowohl als Solo- als auch als Ensembleinstrument eingesetzt.

## Bezeichnung
Der Name der Trommel und seine Aussprache kann je nach Region variieren. Die Malinke in Guinea, bei denen das Instrument weit verbreitet ist, sagen dyenbe (gespr. „dyèmbe“ oder „gèmbe“), die Fulbe in Abwandlung des Malinkewortes dyimbe. Im deutschen Sprachraum ist die Schreibweise Djembé (sprich: Dschembee) gebräuchlich, Jenbe in Mali, Jembe (englisch), Yembe, Dyembe (Guinea), Djimbi oder Djimbe (allgemein Westafrika). Aber auch andere Begriffe wie Tamtam im Senegal oder Sanbanyi bei den Susu finden Verwendung. Als Plural sind im Deutschen sowohl das Wort Djemben wie auch die aus dem englischen Sprachraum stammende Pluralform Djembés gebräuchlich.
Vergleichbares gilt für die Benennung der verschiedenen Rhythmen und Schlagtechniken des Djembéspiels: Auch hier ist Einheitlichkeit der Begriffe nur schwer erreichbar, da dabei oft verschiedene Sprachen und Dialekte (namentlich die französische sowie diverse afrikanische) für ein und denselben Gegenstand verwendet werden.

## Verbreitungsgeschichte

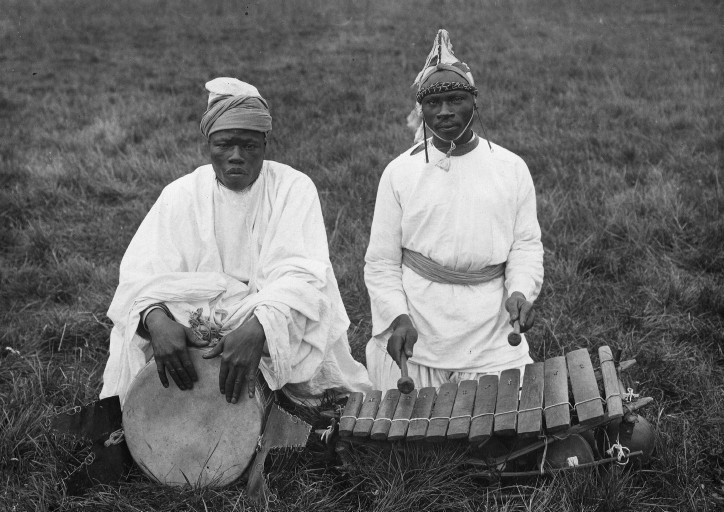
Männer der Susu mit Djembé und Balafon (1931)

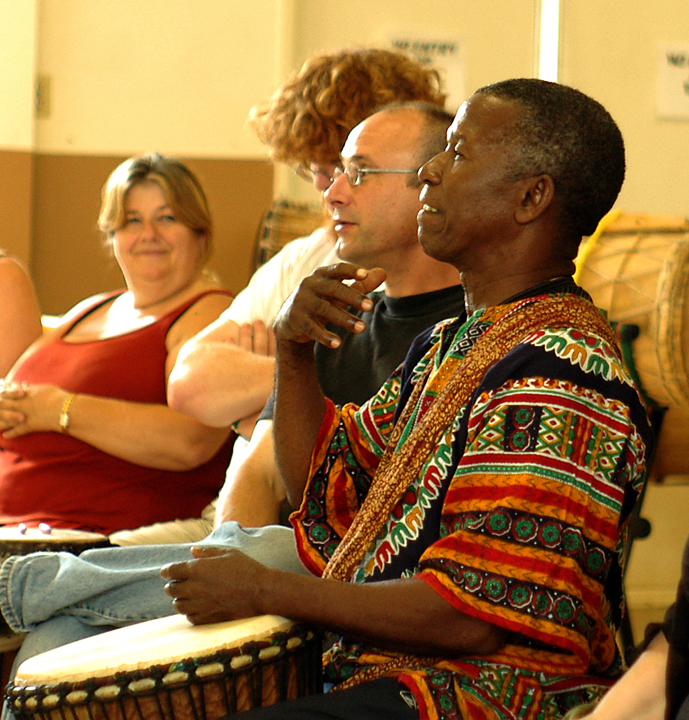
Famoudou Konaté bei einem Trommelworkshop

Die Djembé wurde traditionell nur von Schmieden (Maninka numun) gefertigt, die der Volksgruppe der Malinke in den heutigen westafrikanischen Ländern Guinea, Mali, Burkina Faso und der Elfenbeinküste angehören. Mit Hilfe ihrer Metallwerkzeuge konnten sie Baumstämme aushöhlen und daraus Trommelkörper schnitzen. Die Form war dem afrikanischen Mörser nachempfunden, hat sich aber mit der Zeit verfeinert. Die Malinke verwendeten vorzugsweise das in ihrem Siedlungsgebiet wachsende Lenké-Hartholz, das sich durch seine besondere Festigkeit für die hohe Zugkraft der Trommelbespannung eignet, und auch heute noch bestehen die begehrtesten Djemben aus den besten solcher speziellen afrikanischen Klanghölzer.
Die ersten Djemben erreichten die westliche Welt zwischen 1940 und 1960 über Paris, zum einen durch Filme, zum anderen durch die Tourneen des von Fodéba Keïta aus Guinea geleiteten Les Ballets Africains mit dem damals jungen Papa Ladji Camara. Die darauf folgenden Adaptionen diverser Companien lebten vor allem vom Reiz der westafrikanischen Djembéklänge, und so wurde die Djembé immer beliebter – mittlerweile findet man sie in Ensembles auf der ganzen Welt. Taufiq Qureshi führte die Djembé in den indischen Kulturraum ein.

## Ausbildung
Da viele Ethnien ursprünglich keine Laut- oder Notenschrift haben, werden die Rhythmen und Techniken nicht aufgeschrieben, sondern von Generation zu Generation mündlich weitergegeben. Rhythmen lernt man dabei dort unter anderem durch Nachahmung oder das Nachsprechen von Silbenfolgen. So werden zum Beispiel Bassschläge oft mit „u“ (bum/dum), offene Schläge mit „i“ (bi/di) und Slaps mit „a“ (ba/da) wiedergegeben.

## Aufbau
Der Holzkorpus traditioneller Djemben wird nahtlos und von Hand aus einem Baumstamm gefertigt, so dass jede so gefertigte Trommel ein Unikat ist. Die Wandstärke des Korpus beträgt an seiner unteren Öffnung etwa 25 Millimeter, am oberen Rand unterhalb des Fells etwas weniger.

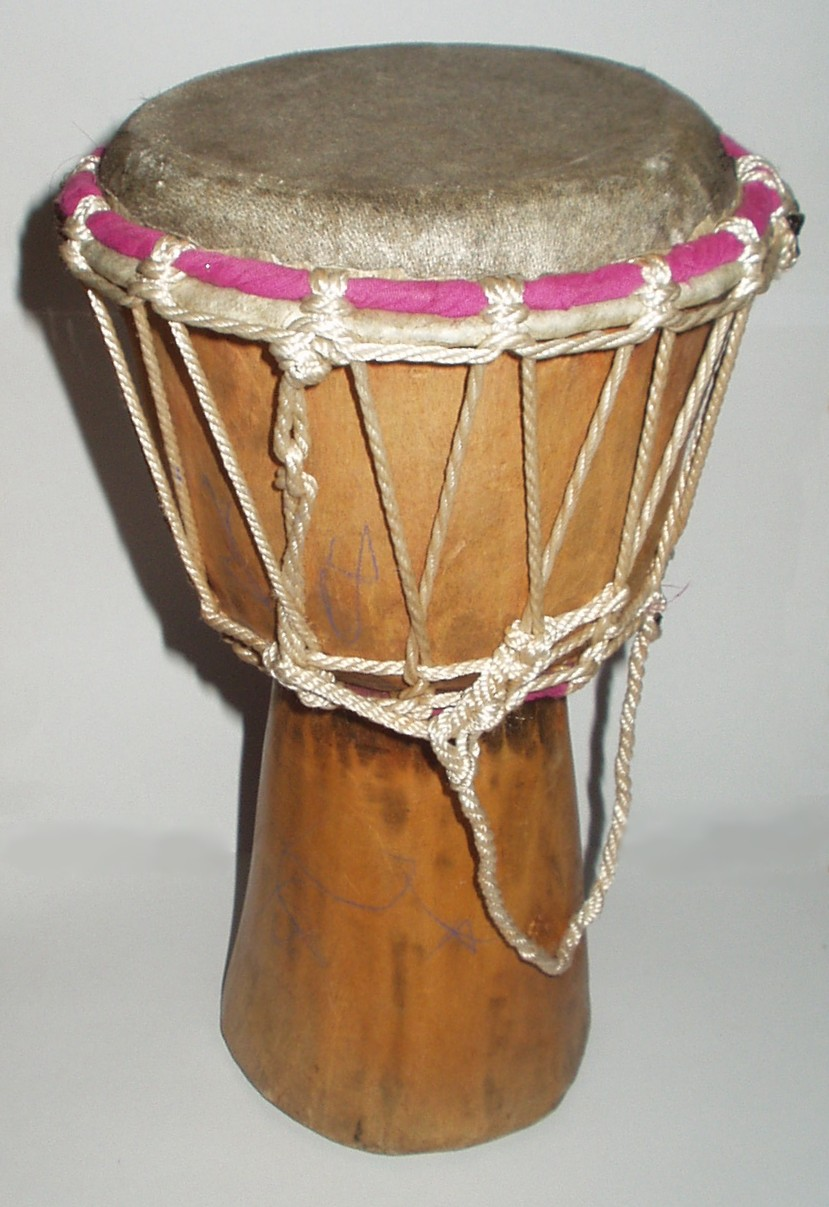
Traditionelle Djembé mit Naturholzkorpus aus Guinea
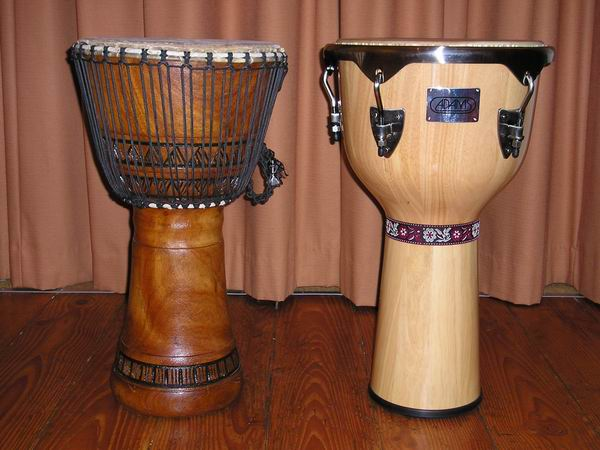
Traditionelle und moderne Djembé im Vergleich
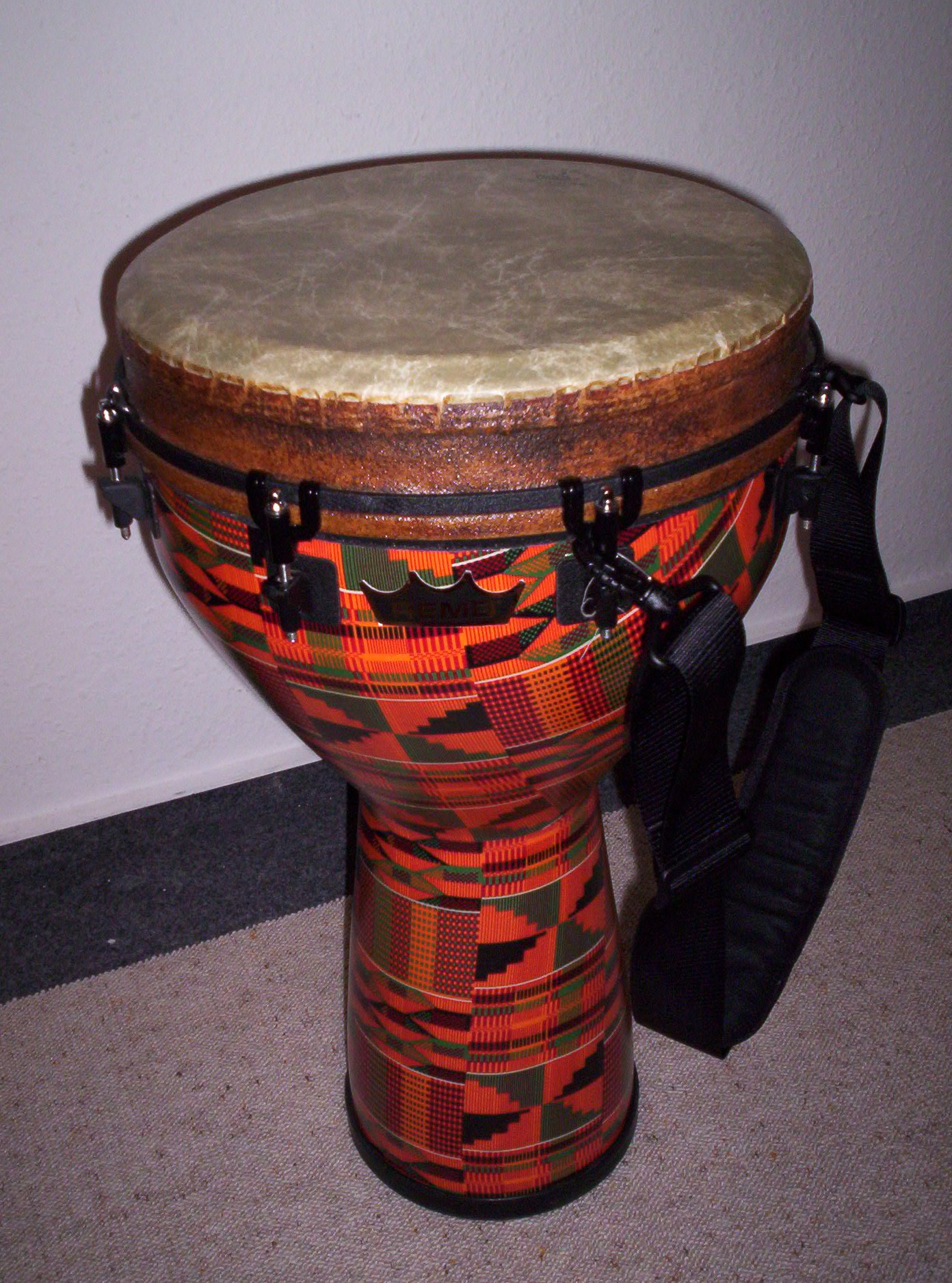
Moderne Djembé aus Pflanzenfaser-Kunstharz-Gemisch mit Tragegurt

Als Fell für Djemben wurde früher Antilopenfell benutzt, heute verwendet man stattdessen meist dünnes geschorenes Ziegenfell, das bei einer traditionellen Djembé mit Hilfe zweier stoffumwickelter Metallringe über die obere Öffnung des Holzkorpus gezogen und anschließend mittels eines Schnursystems und eines dritten, um die Taille der Trommel gezogenen Metallrings gespannt wird. Als Spannschnur wurden dabei früher einheimische Schnüre aus Naturmaterialien verwendet – heute findet man stattdessen meist eine vier bis sechs Millimeter dicke einfache, bei besseren Djemben vorgereckte Polyesterschnur.

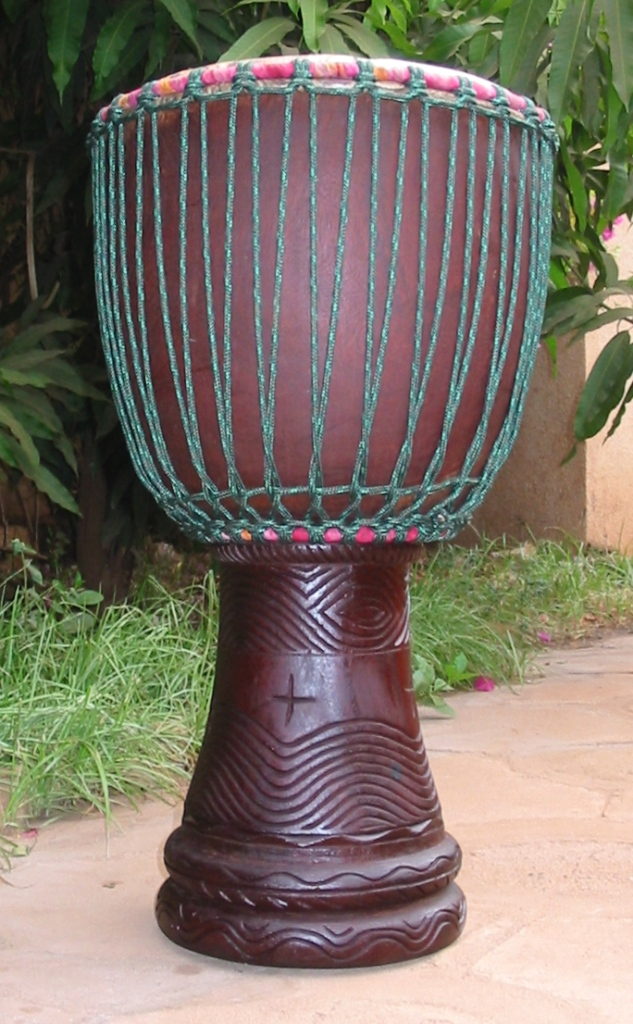
Djembé aus Hartholz mit 1. Spannknotenreihe
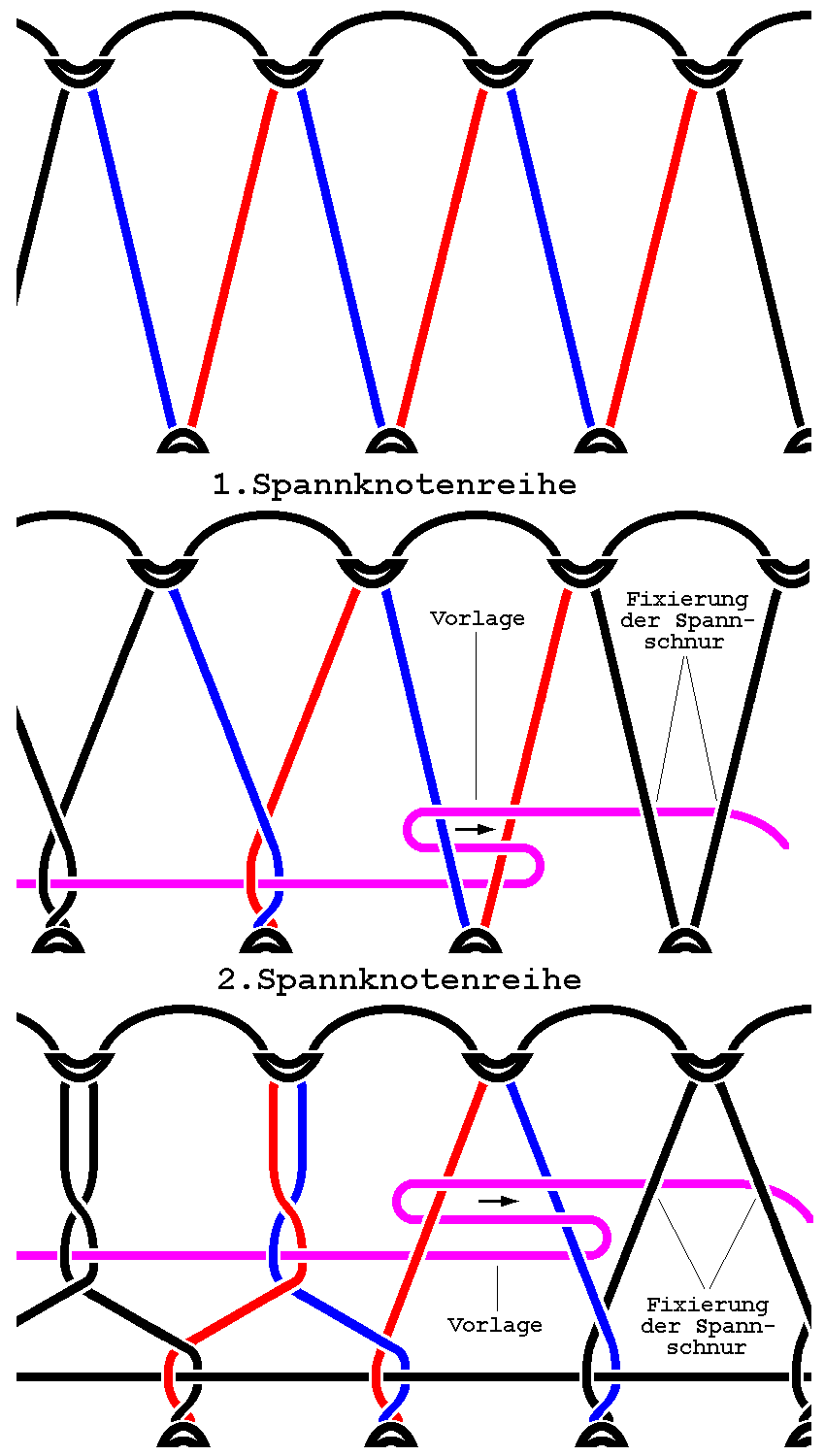
1. und 2. Spannknoten-Reihe einer Djembé
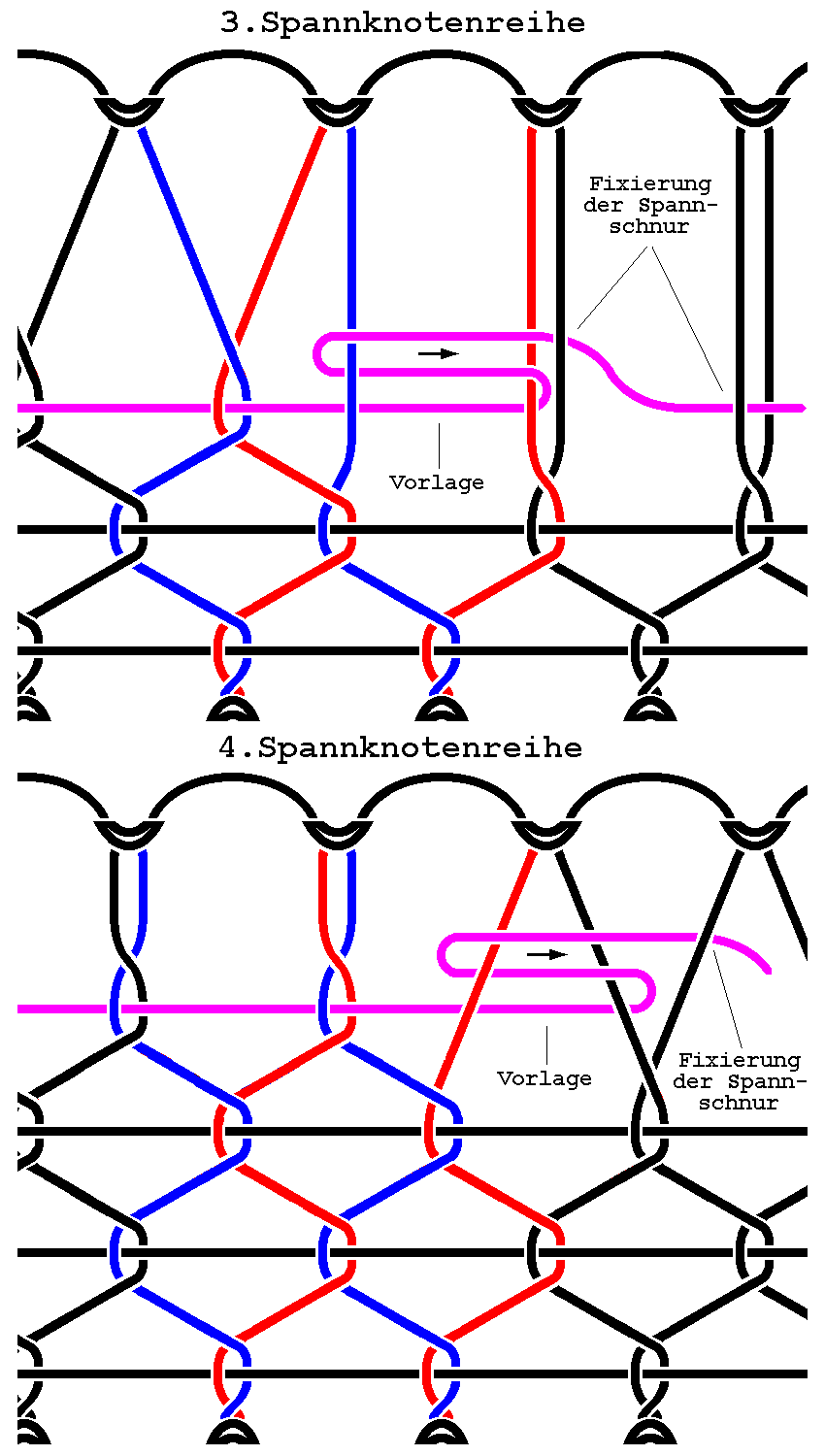
3. und 4. Spannknoten-Reihe einer Djembé

Die traditionelle Djembé wird mit speziellen Spannknoten gestimmt, die nach einem einfachen Muster geknüpft werden und die Djembé vom unteren Metallring ausgehend in einer aufwärts führenden Schraubenlinie in Richtung Fell umlaufen. Beim Stimmen bzw. Nachspannen einer solchen traditionellen Djembé werden mit Hilfe des umlaufenden Spannseils (siehe Abb. oben) jeweils zwei benachbarte Längsschnüre so übereinander gezogen, dass sich das Maschenwerk um den oberen Teil der Trommel damit durch jeden neuen Knoten weiter spannt und so auch das von ihm gehaltene Fell immer straffer gezogen wird. Die letztendliche Spannung des Fells und damit der Klang der Trommel allerdings hängt nicht nur von der so erzeugten Spannung ihrer Schnüre ab, sondern auch von Temperatur und Luftfeuchtigkeit. So stimmen manche Djembé-Spieler ihre Instrumente vor dem Auftritt noch einmal dadurch nach, dass sie das Fell des Instruments der Hitze eines Feuers aussetzen, wodurch es sich noch weiter spannt, schließlich aber auch reißen kann.

## Klang
Jede Djembé hat ein Klangspektrum, das im Wesentlichen durch das verwendete Klangholz, die Korpusform, das Trommelfell und die Fellspannung beeinflusst wird.

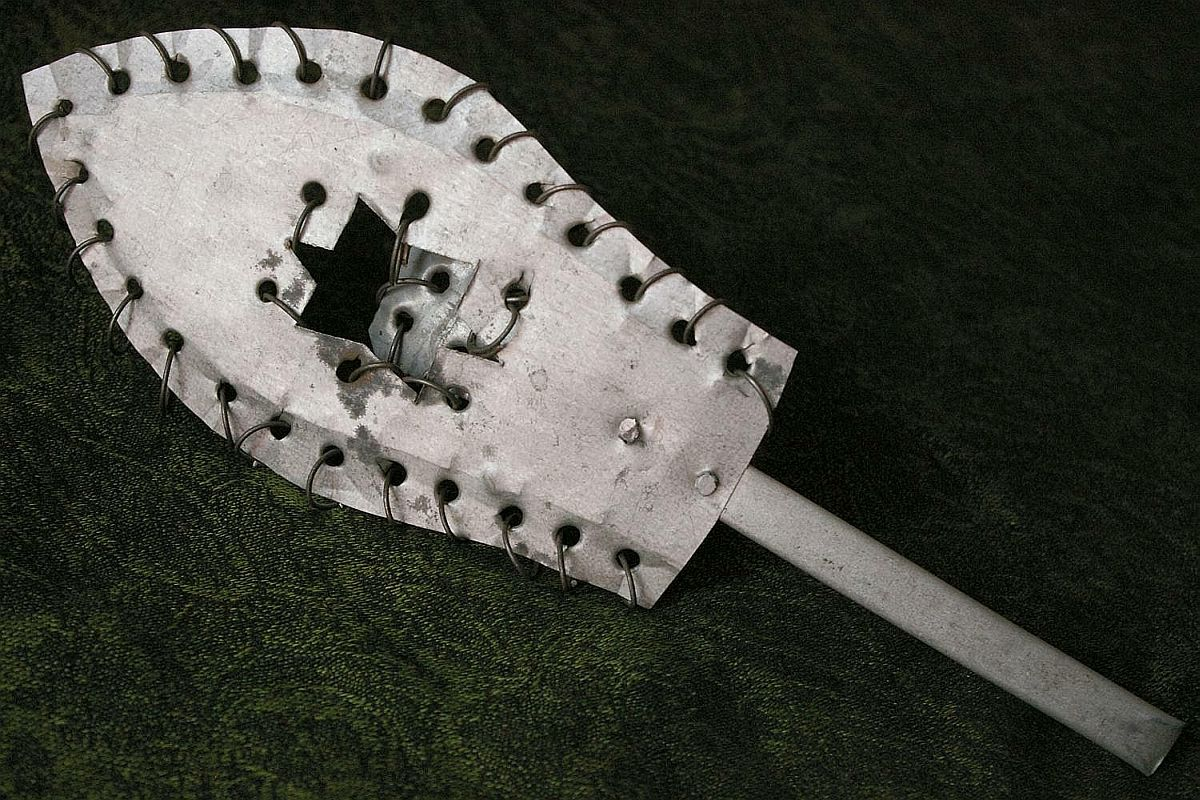
Djembé-Kessing aus Westafrika

Je nach Handspannung und Anschlagpunkt wird zwischen drei Grundschlägen unterschieden: dem tiefen Bassschlag (bass) in der Mitte des Fells, dem „offenen“ Schlag an seinem Rand (open/tone) sowie dem ebenfalls am Fellrand, allerdings peitschenartig geschlagenen slap. Das gesamte Klangspektrum der Djembé jedoch ist weitaus differenzierter – gute Spieltechnik ermöglicht viele weitere feine Nuancen wie leichtes Tippen (taps) mit den Fingerspitzen, Triller mit Zeige- oder Mittelfingern und Doppelschläge (flaps/flams), bei denen beide Hände unmittelbar nacheinander fast gleichzeitig aufkommen. Viele Spieler befestigen schließlich auch noch besondere Rasselbleche (kessings) an ihren Instrumenten, die beim Trommeln einen weiteren, metallisch klappernden Klang (snare) erzeugen.

## Spieltechnik

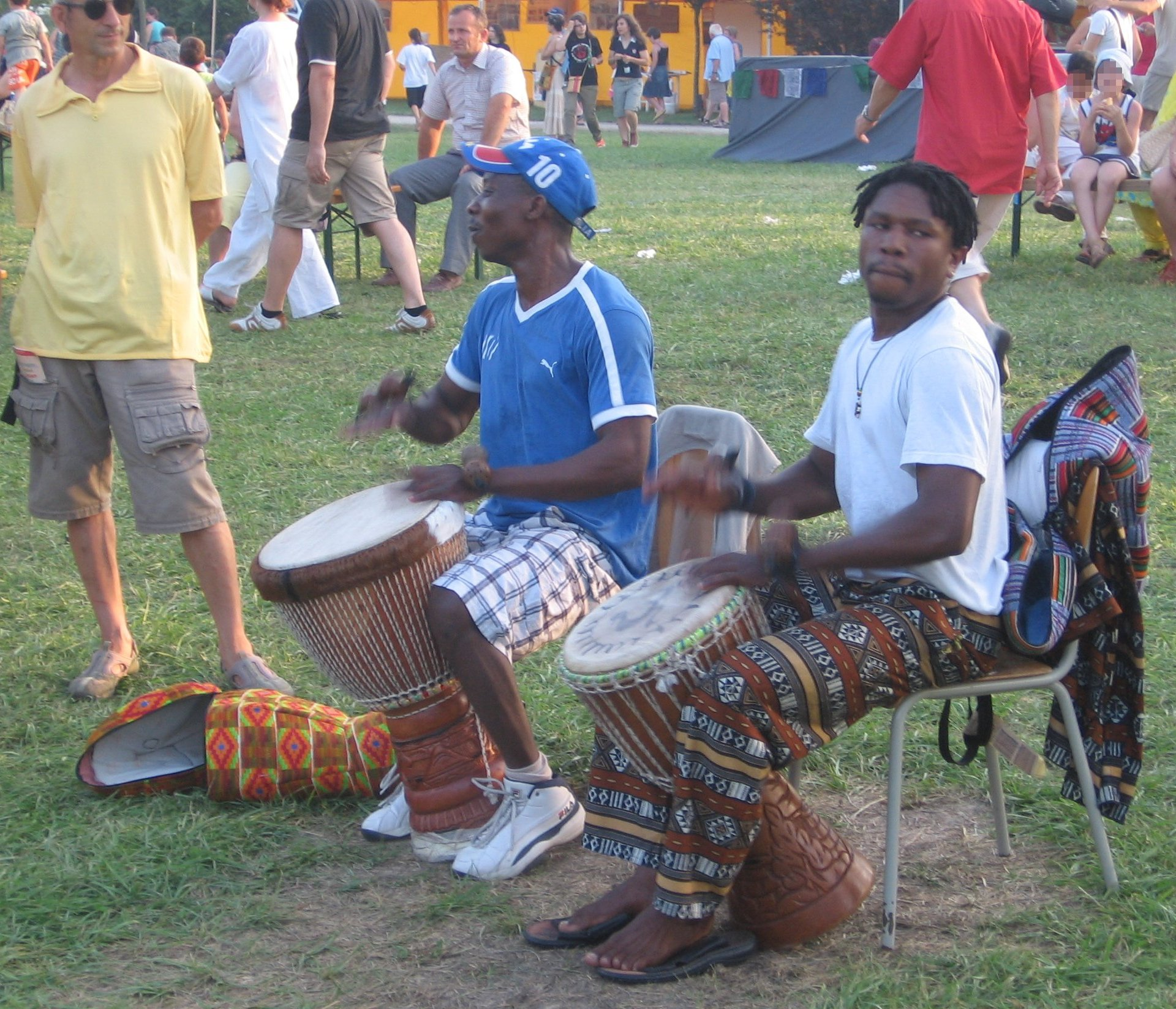
Djembé-Spieler beim Festambiente in Vicenza

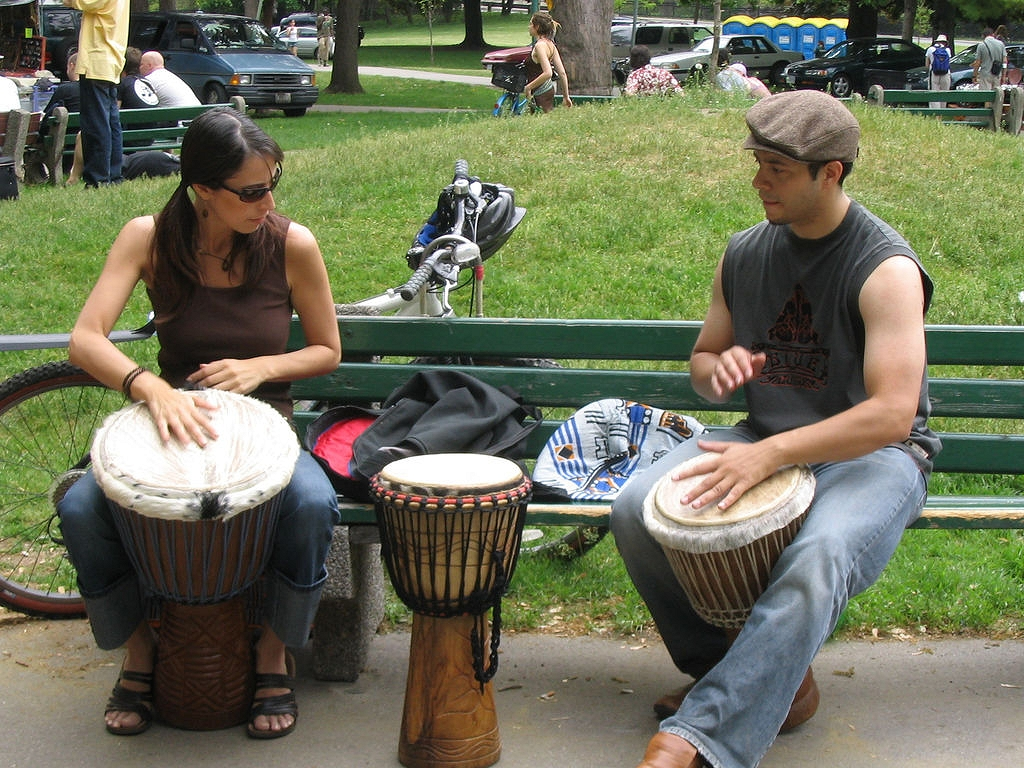
Djembé-Spieler im Queens Park in Toronto

Es gibt drei Möglichkeiten, eine Djembé zu spielen: stehend, auf einem Stuhl oder aber auf der Djembé selbst sitzend. Der Solist eines Ensembles spielt dabei meist im Stehen, um den Tänzerinnen und Tänzern folgen und direkt auf den Tanzverlauf einwirken zu können. Dazu hängt er die Trommel mit Hilfe eines Bandes oder Tuches um Hals und Oberkörper. Auf einem Stuhl sitzend, kippt man die Trommel leicht nach vorn, damit die Bässe aus der unteren Trommelöffnung nach außen dringen können, hält die Trommel selbst zwischen den Beinen oder fixiert sie mit einem Hüftband oder -tuch. In der dritten Haltung liegt das Instrument auf dem Boden, und der Musiker sitzt etwa auf Höhe der Trommeltaille auf dem Korpus.
Die Haltung beim Spielen soll stets aufrecht und entspannt sein, damit die Arme genug Kraft und Geschwindigkeit entwickeln können. Angeschlagen wird die Djembé dabei mit den bloßen Händen, wobei die Unterarme, wenn man die Hände flach auf die Mitte des Fells legt, in einer Ebene mit dem Trommelfell liegen sollten. Gespielt werden die einzelnen Schläge anschließend aus den Armen heraus, in der Regel abwechselnd mit Rechts und Links – im besten Fall gehen sie dabei fließend ineinander über, so dass schließlich eine Art Tanz der Arme entsteht.

## Zusammenspiel von Begleit- und Solostimmen
Die Djembémusik ist eine komplexe Verbindung mehrerer Einzelstimmen, die erst im Zusammenspiel den eigentlichen Rhythmus ergeben.
Zu Beginn eines Stückes erklingt meist ein Signal (blocage) des Solisten, dann setzt in dem von ihm bestimmten Tempo die Begleitung ein, zu der man singt und tanzt.
Dabei sollen die Begleitmusiker mit deutlich voneinander abgegrenzten Klängen zunächst einmal für ein solides rhythmisches Fundament (groove) sorgen, auf dessen Grundlage der Solist sich anschließend fließend von einem Klang zum anderen bewegen und dabei diverse Variationen und Solofiguren benutzen kann, um den Tänzern musikalisch zu folgen oder ihnen neue Wendungen vorzugeben. Eine Djembé kann dann als „Solo-Djembé“ bezeichnet werden, wenn sie sich aufgrund ihrer Klangqualitäten klar hörbar vom Spiel des übrigen Ensembles abhebt, wozu das Fell solcher Solo-Djemben meist sehr hoch gestimmt wird.
Soll zu einer anderen Tanzfigur gewechselt werden, spielt der Solist einen Ruf (roulement), der meist aus eine Reihe von Slap-open-Kombinationen besteht. Danach folgt dann wieder die blocage. Diese Reihenfolge wird mit verschiedenen Solofiguren und Tempi wiederholt, bis der Tanz endet. Die besondere Kunst besteht darin, die einzelnen Rhythmusmuster (patterns) so genau auf die Tänzer abzustimmen, dass das gesamte Ensemble, also Trommler und Tänzer, die blocage als gemeinsamen Wendepunkt (break) nutzen können.

## Ensembles

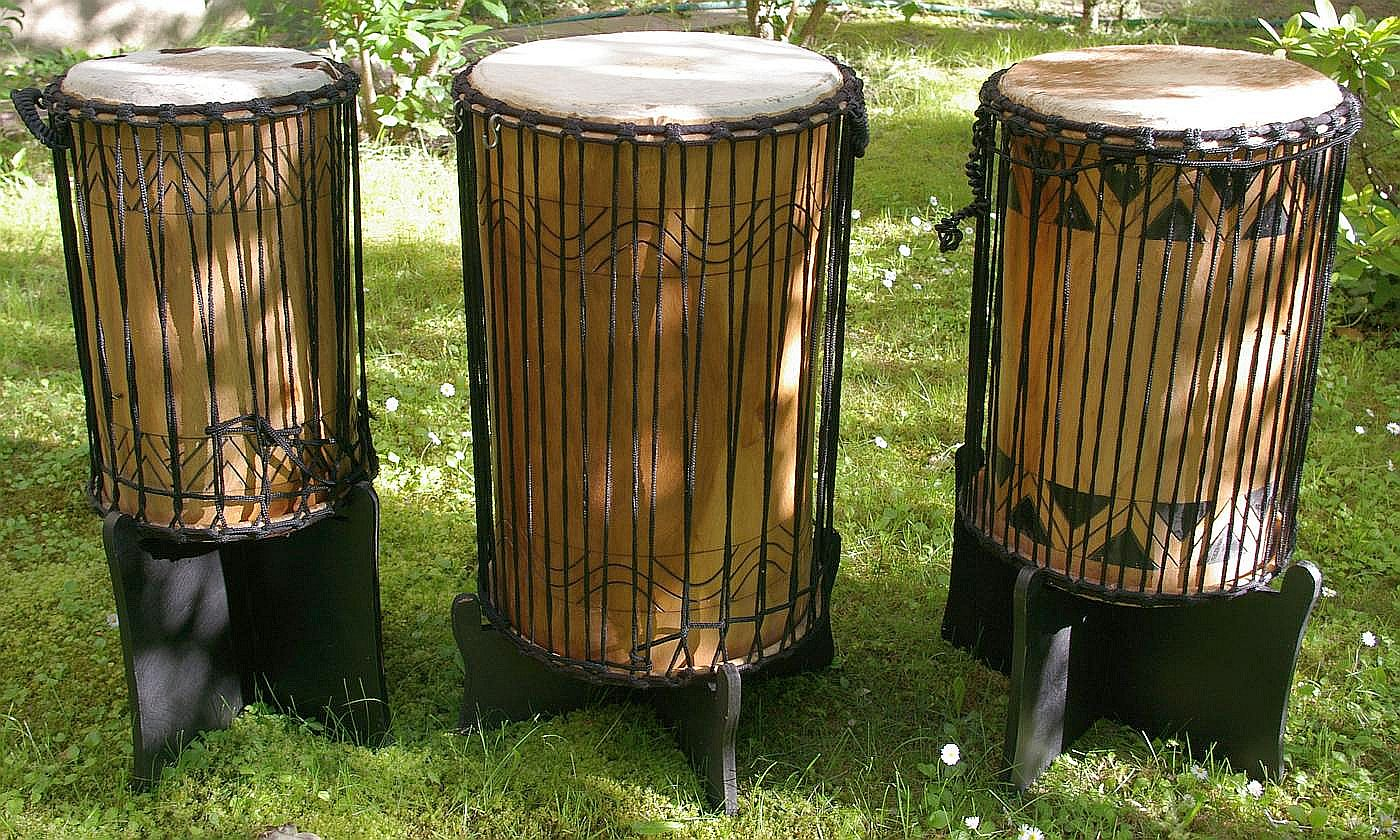
Gebräuchlicher Satz dreier afrikanischer Basstrommeln (v. l. n. r. Kenkeni, Dundunba und Sangban)

Die typische Besetzung eines Ensembles besteht aus einer meist etwas höher gestimmten Solo-Djembé, ein bis zwei Begleit-Djemben sowie ein bis drei Bass-Trommeln (Dunun). Ihren „Herzschlag“ und besonderen Charakter erhalten die Djembé-Rhythmen durch die Melodie, die durch das Zusammenspiel mit den unterschiedlich gestimmten Dunun, der Dununba (tief), Sangban (mittel) sowie Kenkeni (hoch) entsteht. Zusätzlich kommen häufig schmiedeeiserne Idiophone zum Einsatz, wie die Kenken oder das Atoke.
Dununba und Sangban können dabei auch solistisch aktiv werden, wobei Letztere oftmals eine Führungsfunktion übernimmt und zum Beispiel – ähnlich wie die Solo-Djembé – Signale für den Wechsel der Tanzfiguren gibt. Kombiniert mit unterschiedlichen Bassfiguren der Dunun erhalten ein und dieselben Grundrhythmen der Djembé dabei nicht selten sogar verschiedene Namen, denen entsprechend sie dann auch zu verschiedenen Anlässen gespielt werden.

## Diskografie
- Aja Addy:  Power and Patience. WeltWunder Records, Deutschland 1992.
- Mustapha Tettey Addy: Master Drummer from Ghana. WeltWunder Records, Deutschland 1995.
- Adama Dramé: Percussions Mandingues, France 1992
- Adama Dramé: Percussions Mandingues Vol. 2. France 1994
- Adama Dramé: Percussion pour Mandela. Strasbourg 1995
- Adama Dramé: 30 years of jembé. San Bissaba Foli. Sunset, France 1996.
- Adama Dramé: Afrique – Africa. Auvidis. France 1996.
- Mamady Keita, Sewa Kan: Afö. fontimusicali, France 1998.
- Ibro Konate, Anta: Wallawalla. Anta Records, Hamburg. Deutschland ca. 1998.
- Silvie & Hand to Hand: ...barfuss durch den Regenwald. Djembepercussion und Gesänge aus Westafrika. Hamburg 1999.
- Yé Lassina Coulibaly: Yé Lassina Coulibaly. d’Asterios Productions, Paris. France 2001.
- Famoudou Konate, Thomas Ott: Rhythms and Songs from Guinea. Rhythmen und Lieder aus Guinea. Lugert Verlag, Oldershausen.
- Madou Djembé: Percussions d’Afrique. African Drums. Sunset France. air Mail Music, Boulogne 2002.
- Silvie & Hand to Hand: Strandgut. Hamburg 2006.
- Jaraba Jakite u. a.: The Art of Jenbe Drumming – The Mali Tradition Vol. 1. bibiafrica records, Nürnberg. Deutschland 2006.
- Famoudou Konate: Hamana Namun. tarikumusique – CD Tar 02, Conakry u. Pappenheim. Guinea u. Deutschland 2008.
- Drissa Kone u. a.: The Art of Jenbe Drumming – The Mali Tradition Vol. 2. bibiafrica records, Nürnberg. Deutschland 2008.
- Dunbia, Yamadu u. a.: Dònkili – Call to Dance. Festival Music from Mali. PAN CD 2060, Leiden (NL) 1997.